# Sjur Røthe
Sjur Røthe (Voss, 2 de julio de 1988) es un deportista noruego que compite en esquí de fondo.
Ganó seis medallas en el Campeonato Mundial de Esquí Nórdico entre los años 2013 y 2023.
Participó en dos Juegos Olímpicos de Invierno, en los años 2014 y 2022, ocupando el quinto lugar en Pekín 2022, en la prueba de 50 km.

## Palmarés internacional
| Campeonato Mundial | Campeonato Mundial     | Campeonato Mundial | Campeonato Mundial |
| Año                | Lugar                  | Medalla            | Prueba             |
| ------------------ | ---------------------- | ------------------ | ------------------ |
| 2013               | Val di Fiemme (Italia) | Medalla de oro     | Relevo 4 × 10 km   |
| 2013               | Val di Fiemme (Italia) | Medalla de bronce  | 30 km              |
| 2019               | Seefeld (Austria)      | Medalla de oro     | 30 km              |
| 2019               | Seefeld (Austria)      | Medalla de oro     | Relevo 4 × 10 km   |
| 2019               | Seefeld (Austria)      | Medalla de bronce  | 50 km              |
| 2023               | Planica (Eslovenia)    | Medalla de bronce  | 30 km              |